# Dioctria atrorubens
Dioctria atrorubens là một loài ruồi trong họ Asilidae. Dioctria atrorubens được Séguy miêu tả năm 1930. Loài này phân bố ở vùng Cổ Bắc giới.